# Gale (crater)
Gale este un crater situat pe planeta Marte, denumit în cinstea lui Walter Frederick Gale, astronom-amator care a efectuat observații asupra planetei roșii la sfârșitul secolului al XIX-lea și a descris prezența canalelor pe planetă. Craterul are un diametru de 154 km și următoarele coordonate 5.4°S, 137.8°E. Vârsta geologică a acestuia este de aproximativ 3.5 - 3.8 miliarde de ani.
O caracteristică neobișnuită a craterului Gale este un munte înalt situat în partea centrală a cestuia. Vârful acestuia constau din straturi, cu o înălțime de 5,5 km deasupra zonei nordice și 4,5 km deasupra celei sudice a craterului. Depozitele au o vechime de aprox. 2 miliarde de ani. Originea aceastui platou nu este cunoscută, dar studiile arată ca acesta este format din resturile de eroziune a straturilor sedimentare, care inițial s-au format la fundul unui lac. Cu toate acestea, există discuții asupra acestei probleme. Observații ale depozitelor stratificate superioare sugerează că acestea s-au format în urma proceselor eoliene, însă originea straturile inferioare rămâne ambiguă.

## Galerie

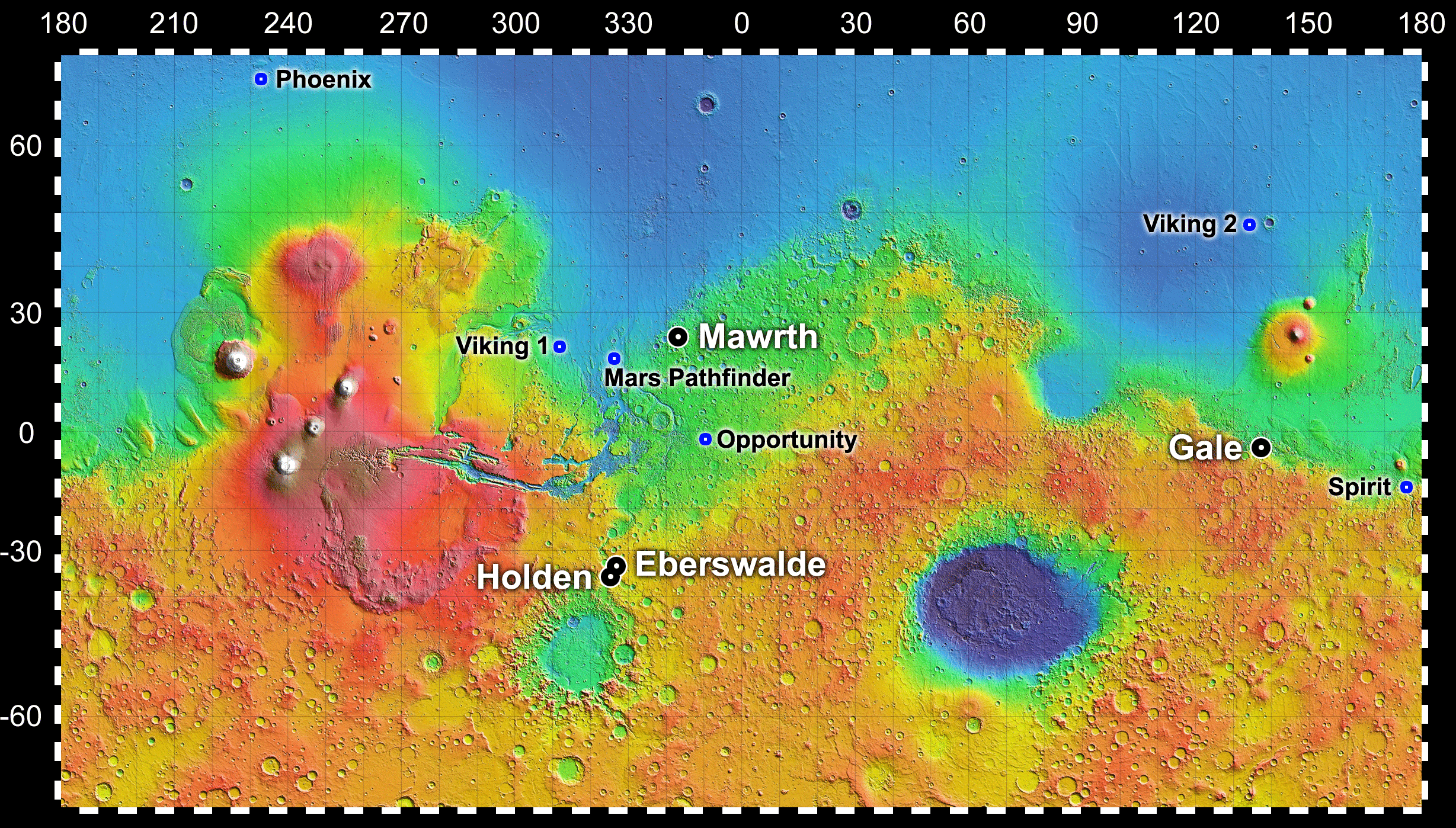
Harta planetei cu indicarea poziției craterului
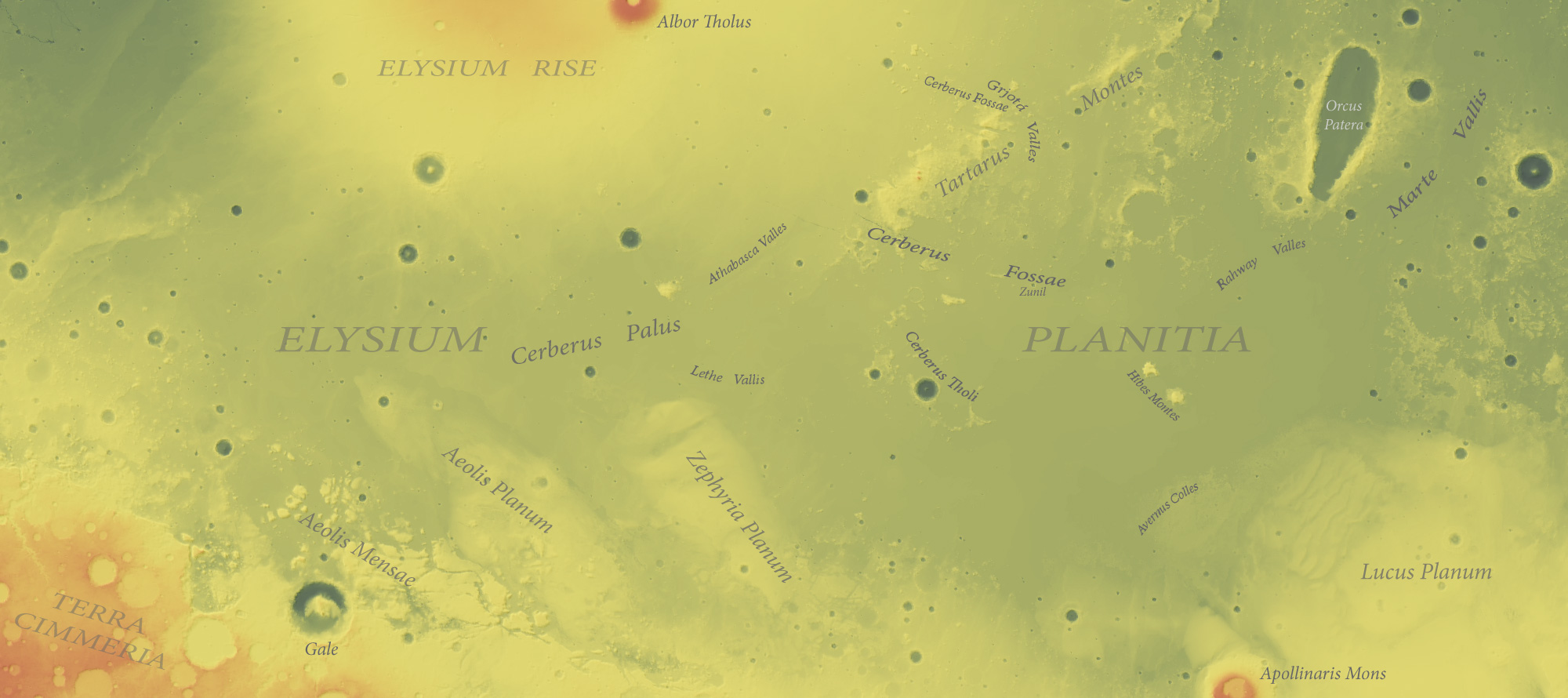
Harta topografică a Elysium Planitia, este indicat craterul Gale
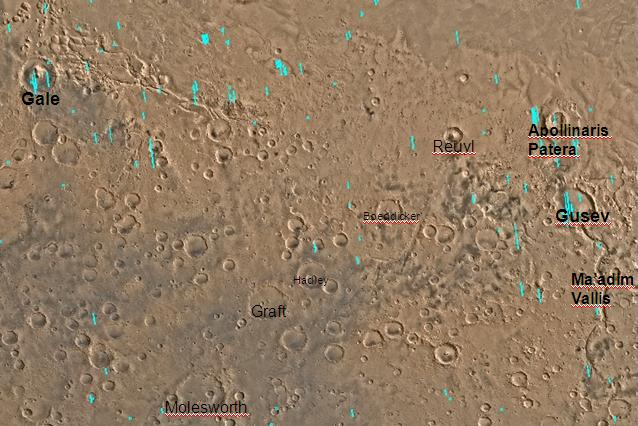
Harta patrulaterului Aeolis, este indicat craterul
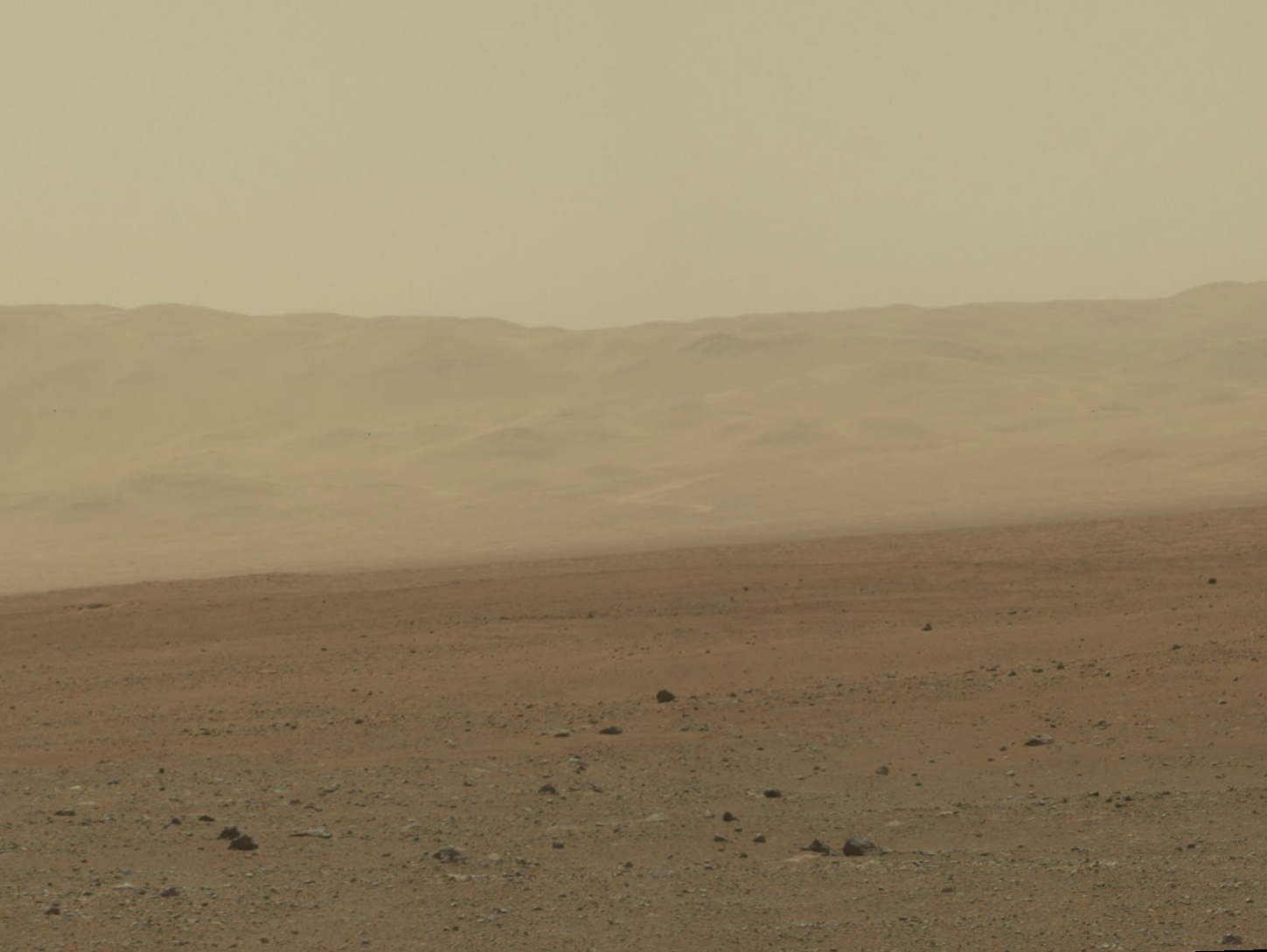
Craterul Gale, imagine realizată de vehicului spațial Curiosity
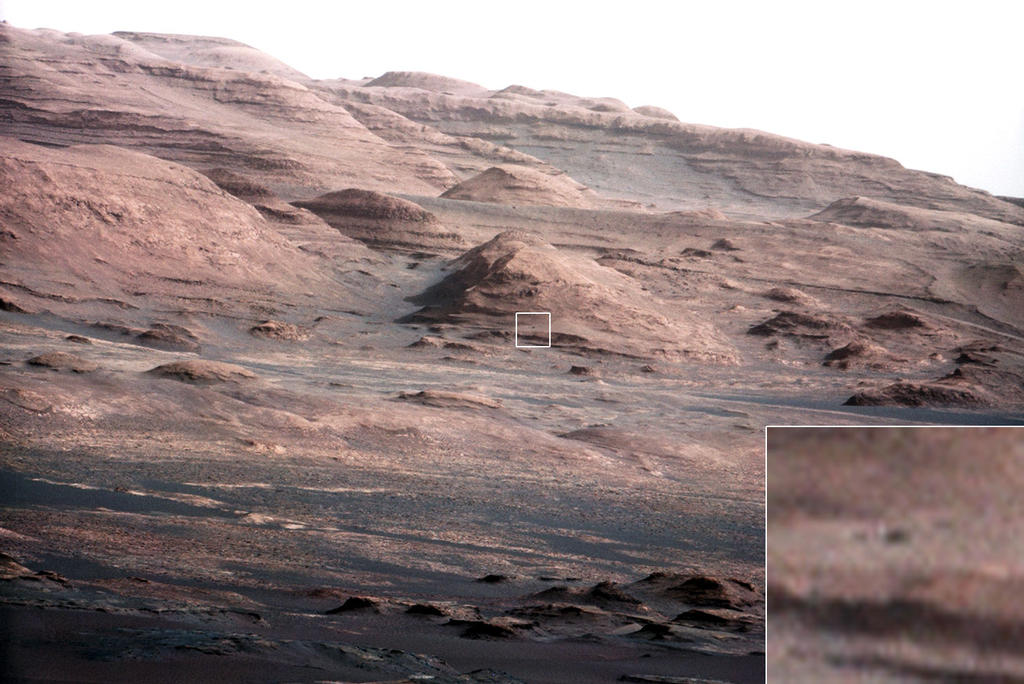
Straturile de bază ale craterului
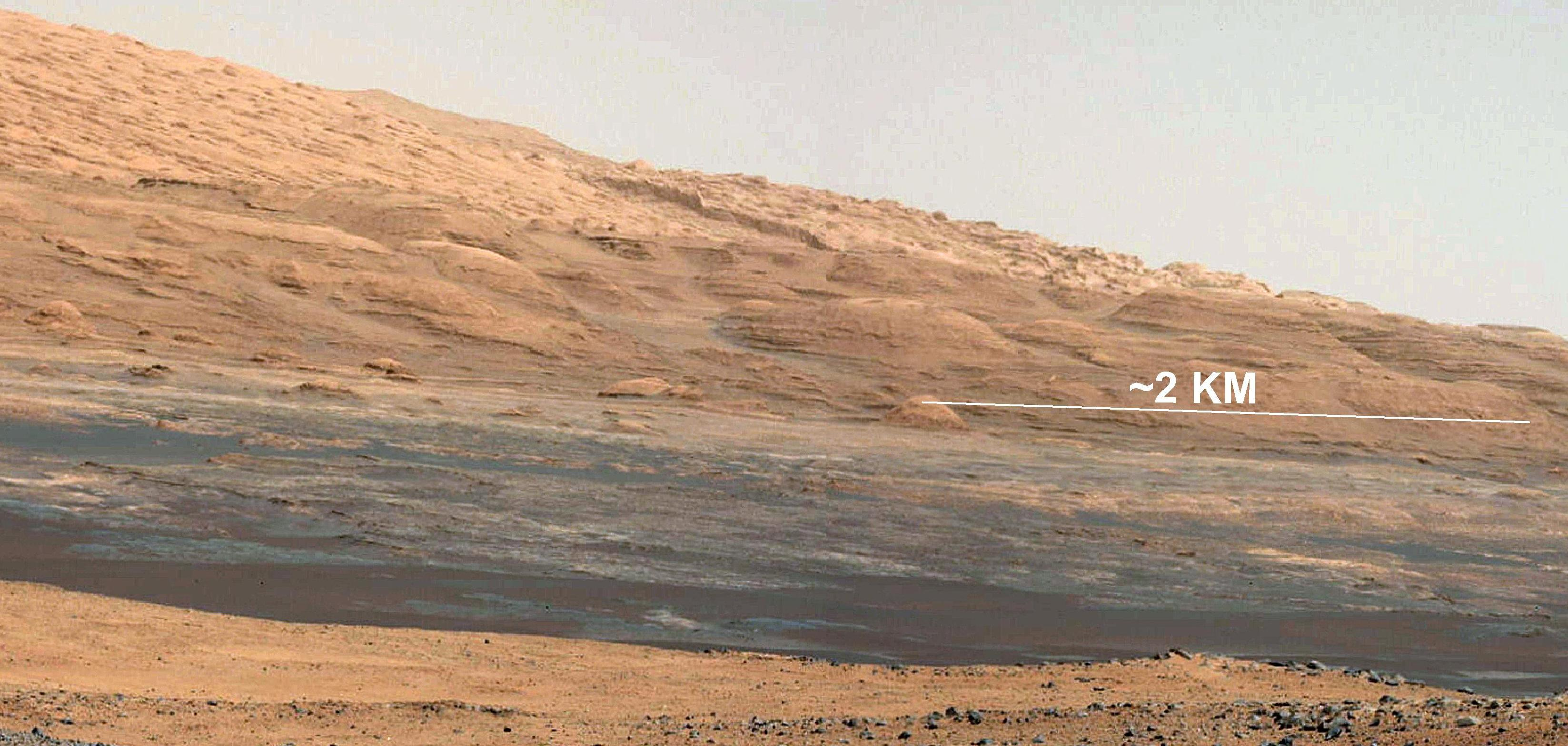
Straturile de bază ale craterului
Panorama craterului